# Enzo Sacchi
Pour les articles homonymes, voir Sacchi.
Enzo Sacchi (né le 6 janvier 1926 et mort le 12 juillet 1988 à Florence) est un ancien coureur cycliste italien. Spécialiste de la vitesse, il a été champion olympique de cette discipline lors des Jeux de 1952 à Helsinki, et champion du monde amateur en 1951 et 1952.

## Palmarès sur piste

### Jeux olympiques
- Helsinki 1952
  -  Champion olympique de vitesse

### Championnats du monde amateurs
- Rocourt 1950
  - 4e de la vitesse amateurs
- Milan 1951
  -  Champion du monde de vitesse amateurs
- Paris 1952
  -  Champion du monde de vitesse amateurs

### Championnats du monde professionnels
- Zurich 1953
  -  Médaillé d'argent de la vitesse
- Cologne 1954
  -  Médaillé de bronze de la vitesse
- Milan 1955
  - 4e de la vitesse
- Paris 1958
  -  Médaillé d'argent de la vitesse

### Six jours
- Six jours de Buenos Aires : 1960 (avec Ferdinando Terruzzi)
- Six jours de Perth : 1962 (avec Ronald Murray)

### Championnats nationaux
- Champion d'Italie de vitesse : 1955

### Grands Prix de vitesse
- Grand Prix de Paris amateurs : 1951
- Grand Prix de Copenhague amateurs : 1951
- Grand Prix de Paris : 1954 et 1959
- Grand Prix de Turin : 1953 et 1958

## Palmarès sur route
- 1946
  - Florence-Viareggio